# Janduís (Río Grande del Norte)
Janduís es una ciudad del estado de Rio Grande do Norte, Brasil. Conocido principalmente por su Iglesia Católica de Santa Teresita del Niño Jesús, su belleza natural y por su buena infraestructura. Según el censo poblacional 2007, tenía una población de 5.416 habitantes.
- Datos: Q1759342
- Multimedia: Janduís (Rio Grande do Norte) / Q1759342